# Jüdischer Friedhof Frohnhausen (Battenberg)
Der jüdische Friedhof Frohnhausen in Frohnhausen, einem Stadtteil von Battenberg im nordhessischen Landkreis Waldeck-Frankenberg in Hessen, befindet sich im Westen des Ortes direkt am Ortsrand in der Verlängerung der Straße Kastanienweg, welche als Stichweg zum örtlichen Sportplatz führt und in der Gemarkung Am Eifaer Berg liegt.

## Beschreibung
Der jüdische Friedhof Frohnhausen wurde in der Mitte des 19. Jahrhunderts für die jüdischen Gemeinden Battenberg, Battenfeld und Berghofen als Begräbnisstätte angelegt. Nicht gesichert ist, dass vermutlich bereits ein jüdischer Friedhof in Frohnhausen in der ersten Hälfte des 18. Jahrhunderts bestand, zum Zeitpunkt als jüdische Einwohner in Frohnhausen gelebt haben. Nachdem es im Verlauf der Zeit keine jüdische Gemeinde mehr in Frohnhausen gab, ging der jüdische Friedhof in den Besitz der jüdischen Gemeinde in Oberasphe über, welche ihre Verstorbenen bis zum Jahr 1920 in Frohnhausen beerdigten. Die Verstorbenen aus Oberasphe wurden über die noch heute als Totenweg bezeichnete Straße nach Frohnhausen überführt. Auf dem Friedhof sind insgesamt 18 Grabsteine bestehen geblieben die aus dem Zeitraum von 1877 bis 1915 (1918) stammen, wovon vier ältere Grabsteine mit hebräischen Inschriften beschriftet wurden.
Das Areal des Friedhofs besteht aus einer quadratischen Fläche mit einer spitzen Verlängerung im südwestlichen Bereich in leichter Hanglage, angrenzend an die örtlich Bebauung mit Wohnhäusern und Gartengrundstücken. Die Friedhofsfläche ist am nördlichen Rand mit hohen Bäumen bewachsen und wird durch einen Holzzaun abgegrenzt der ihn vollständig umschließt. Der Eingangsbereich im nördlichen Teil am Kastanienweg ist durch ein Tor aus Holz verschlossen.
Die Friedhofsfläche umfasst 19,94 Ar und ist im Denkmalverzeichnis des Landesamts für Denkmalpflege Hessen als Kulturdenkmal aus geschichtlichen und wissenschaftlichen Gründen eingetragen.